# وزنه‌برداری در المپیک تابستانی ۱۹۴۸
وزنه‌برداری در بازی‌های المپیک تابستانی ۱۹۴۸ نام رویداد ورزش وزنه‌برداری در بازی‌های المپیک تابستانی بود که در سال ۱۹۴۸ برگزار شد. این مسابقات از ۶ بخش تشکیل شده بود که فقط برای مردان بود و در لندن، انگلستان برگزار شد.
ایالات متحده آمریکا توانست با کسب ۴ طلا و ۳ نقره و ۱ برنز برنده این مسابقات شود.

## مدال‌آوران
| بازی‌ها            | طلا                                   | نقره                                 | برنز                             |
| Bantamweight      | ژوزف دپیترو · ایالات متحده آمریکا     | جولیان کرئوس · بریتانیای کبیر        | ریچارد تام · ایالات متحده آمریکا |
| Featherweight     | محمود فیاض · مصر                      | رادنی ویلکز · ترینیداد و توباگو      | جعفر سلماسی · ایران              |
| Lightweight       | ابراهیم شمس · مصر                     | عطیه حموده · مصر                     | جیمز هالیدی · بریتانیای کبیر     |
| Middleweight      | فرانک اسپلمن · ایالات متحده آمریکا    | پیت جورج · ایالات متحده آمریکا       | کیم سیونگ-جیپ · کره جنوبی        |
| Light-heavyweight | استنلی استانچیک · ایالات متحده آمریکا | هارولد ساکاتا · ایالات متحده آمریکا  | یوستا منوسون · سوئد              |
| Heavyweight       | جان دیویس · ایالات متحده آمریکا       | نوربرت شمانسکی · ایالات متحده آمریکا | آبراهام شاریته · هلند            |

## جدول مدال‌ها
| رتبه | کشور                      | طلا | نقره | برنز | مجموع |
| ۱    | ایالات متحده آمریکا (USA) | ۴   | ۳    | ۱    | ۸     |
| ۲    | مصر (EGY)                 | ۲   | ۱    | ۰    | ۳     |
| ۳    | بریتانیای کبیر (GBR)      | ۰   | ۱    | ۱    | ۲     |
| ۴    | ترینیداد و توباگو (TRI)   | ۰   | ۱    | ۰    | ۱     |
| ۵    | ایران (IRI)               | ۰   | ۰    | ۱    | ۱     |
| ۵    | هلند (NED)                | ۰   | ۰    | ۱    | ۱     |
| ۵    | کره جنوبی (KOR)           | ۰   | ۰    | ۱    | ۱     |
| ۵    | سوئد (SWE)                | ۰   | ۰    | ۱    | ۱     |
|      | مجموع                     | ۶   | ۶    | ۶    | ۱۸    |